# 杰克逊堂区 (路易斯安那州)
傑克遜堂區（英語：Jackson Parish）是位於美國路易斯安那州北部的一個堂區。面積1,503平方公里，根據美國2000年人口普查數字，共有人口15,397人。治所瓊斯伯勒 (Jonesboro)。
成立於1845年2月27日。堂區名紀念第七任總統安德魯·傑克遜。